# معركة نيسابور (1447)
خلال أزمة الخلافة التيمورية الثانية، أبناء بايسنقر؛ علاء الدولة بن بايسنقر وأبو القاسم بابر بن بايسنقر تصرفوا بإدراك لحجب فرص توحيد جبهة عبد اللطيف ميرزا مع والده أولوغ بيك. وكان أبو القاسم بابر قد استولى على مازندران وجرجان، في حين أن علاء الدولة قد استولى على مشهد فبالتالي حاصر عبد اللطيف ميرزا في نيسابور. في 20 أبريل 1447، هاجم فجأة جيش علاء الدولة مدينة نيسابور. هُزِم عبد اللطيف ميرزا وسُجن، بينما تم إطلاق سراح السيدة جوهرشاد والطرخان (كبار القادة). ثم قاموا بالسير نحو قرية سعداباد بنيسابور، حيث التقى علاء الدولة مع جوهرشاد وساروا مع الجيش نحو هرات. في هرات، وأبقى عبد اللطيف ميرزا سجيناً في قلعة إختيار الدين. جيش خراسان الآن يتوجه ضد أولوغ بيك تجاه سمرقند.

## بعد المعركة
ولكن عندما وصل علاء الدولة إلى مرغاب تلقى أنباء عن خيانة شقيقه أبو القاسم بابر الذي كان يسير إلى الأمام لأخذ هرات. في تلك اللحظة وصل مبعوث أولوغ بيك الصدر نظام الدين ميرك محمود الذي أرسل رسالة سلام إلى علاء الدولة بن بايسنقر وأبرمت معاهدة بموجبها كان وادي تشيتكيتو (شرق نهر مرغاب) هو الحد الأقصى لأراضي علاء الدولة وحوض المرغاب الحد الشمالي الغربي. تم الإفراج عن عبد اللطيف ميرزا كجزء من المعاهدة، وتم تعيينه الآن حاكماً لبلخ من قبل والده. ثم تحول علاء الدولة انتباهه إلى شقيقه المنشق أبو القاسم بابر الذي نجح في تجريده من خلال وضع معاهدة إقليمية أخرى معه لتسوية قوتشان كحدود بينهما.